# Ed Banach
Ed Banach est un lutteur américain spécialiste de la lutte libre né le 6 février 1960 à Port Jervis.

## Biographie
Ed Banach participe aux Jeux olympiques d'été de 1984 à Los Angeles dans la catégorie des poids mi-lourds et remporte la médaille d'or. Il est le frère de Lou Banach.